# Kulee
Kulee is een bestuurslaag in het regentschap Pidie van de provincie Atjeh, Indonesië. Kulee telt 1350 inwoners (volkstelling 2010).